# Munizipalität Achalkalaki
Die Munizipalität Achalkalaki (georgisch ახალქალაქის მუნიციპალიტეტი, Achalkalakis munizipaliteti)  ist eine Verwaltungseinheit (etwa entsprechend einem Landkreis) in der Region Samzche-Dschawachetien im Süden Georgiens.

## Geographie
Verwaltungszentrum der Munizipalität ist die namensgebende Kleinstadt Achalkalaki. Die 1235 km² große Munizipalität grenzt im Westen an die Munizipalität Aspindsa, im Norden an die Munizipalität Bordschomi und im Osten an die Munizipalität Ninozminda, die ebenfalls alle zur Region Samzche-Dschawachetien gehören, sowie im Nordosten an die Munizipalität Zalka der Region Niederkartlien. Im Süden verläuft die Staatsgrenze zur Türkei.
Die Munizipalität umfasst den westlichen Teil des in einer Höhe von 1800 bis 2200 m über dem Meeresspiegel gelegenen Achalkalaki-Plateaus, auch Dschawacheti-Hochebene genannt. Im Nordosten wird sie vom Samsara-Gebirge mit dem 3300 m hohen Didi Abuli und dem 3285 m hohen Samsari begrenzt. Im Norden verläuft die Grenze am Südufer des abflusslosen Tabazkuri-Sees und erreicht weiter westlich den Kamm des Trialeti-Gebirges mit seinem höchsten Gipfel Schawiklde (2850 m). Die Staatsgrenze zur Türkei im Süden markiert ein etwa 2800 m hoher Gebirgskamm; westlich davon liegt der abflusslose, grenzüberschreitende Karzachi-See (Aktaş Gölü). Einen Teil der Grenze zur Türkei sowie zu Munizipalität Aspindsa im Südwesten markiert der Fluss Kura (georgisch Mtkwari). Den Zentralteil mit dem Verwaltungszentrum Achalkalaki durchfließt dessen rechter Nebenfluss Parawniszqali.
Im Süden der Munizipalität erstreckt sich im Bergland entlang der Staatsgrenze und um den Karzachi-See der Dschawacheti-Nationalpark.

## Bevölkerung und Verwaltungsgliederung
Die Munizipalität hat 41.000 Einwohner (Stand: 2021). Die Einwohnerzahl war mit 45.070 Einwohnern (2014) gegenüber der vorangegangenen Volkszählung (60.945 Einwohner 2002) um über ein Viertel gesunken, womit sich der in den 1990er-Jahren nach dem Zerfall der Sowjetunion eingesetzte Bevölkerungsrückgang beschleunigt fortsetzte. Zuvor war die Einwohnerzahl seit mindestens den 1930er-Jahren mit leichten Schwankungen weitgehend stabil.
Bevölkerungsentwicklung
Anmerkung: Volkszählungsdaten

Die Munizipalität ist wie die östlich benachbarte Munizipalität Ninozminda fast ausschließlich von Armeniern bewohnt; ihr Anteil beträgt 92,9 %. Nur 6,8 % der Einwohner sind ethnische Georgier (Stand 2014).
Die größten Ortschaften neben der Stadt Achalkalaki (8295 Einwohner) sind mit jeweils über 1500 Einwohnern die Dörfer Diliska, Kartikami, Kumurdo und Watschiani (2014).
Die Munizipalität gliedert sich in den eigenständigen Hauptort Achalkalaki sowie 21 Gemeinden (georgisch temi, თემი beziehungsweise bei nur einer Ortschaft einfach „Dorf“, georgisch sopeli, სოფელი) mit insgesamt 64 Ortschaften:
| Gemeinde      | Anzahl Ortschaften | Einwohner (2014) |
| ------------- | ------------------ | ---------------- |
| Alastani      | 3                  | 1629             |
| Aragwa        | 5                  | 2760             |
| Asawreti      | 4                  | 2458             |
| Baraleti      | 5                  | 3310             |
| Chando        | 1                  | 1090             |
| Chaweti       | 3                  | 453              |
| Chospio       | 4                  | 1969             |
| Diliska       | 1                  | 2374             |
| Gogascheni    | 2                  | 432              |
| Kartikami     | 6                  | 4705             |
| Karzachi      | 2                  | 828              |
| Kotelia       | 1                  | 441              |
| Kotschio      | 6                  | 2493             |
| Kumurdo       | 2                  | 2281             |
| Okami         | 3                  | 837              |
| Ptena         | 1                  | 242              |
| Sakwi         | 6                  | 3032             |
| Sulda         | 4                  | 1760             |
| Tschuntschcha | 1                  | 324              |
| Turzchi       | 1                  | 759              |
| Watschiani    | 3                  | 2598             |

## Geschichte
Das Gebiet der Munizipalität liegt in der historischen Region Dschawachetien, die nach dem Zerfall des Königreiches Georgien im 16. Jahrhundert zunächst vom unabhängigen staatlichen Gebilde Samzche-Saatabago (Meschetien) mitregiert wurde. Wenig später wurde es vom Osmanischen Reich annektiert. Nach der Angliederung des Gebietes an das Russische Reich infolge des Russisch-Türkischen Krieges von 1828/29 kam es 1846 zum Ujesd Achalziche des Gouvernements Kutais, der 1867 an das Gouvernement Tiflis überging. 1874 wurde der eigenständige Ujesd Achalkalaki ausgegliedert, der bis in die Anfangsjahre der Sowjetunion bestand.
1930 wurde der Rajon Achalkalaki ausgewiesen, der anfangs auch einen Teil des späteren Rajons (heute Munizipalität) Aspindsa umfasste. Nach der Erlangung der Unabhängigkeit Georgiens wurde der Rajon 1995 der neu geschaffenen Region Samzche-Dschawachetien zugeordnet und 2006 in eine Munizipalität umgebildet.

## Verkehr
Durch die Munizipalität verläuft die internationale Fernstraße S11 von Achalziche über Aspindsa kommend weiter über Ninozminda zur armenischen Grenze, zugleich Teil der Europastraße 691. Über Ninozminda besteht der kürzeste Anschluss in Richtung der Hauptstadt Tiflis. In Achalkalaki zweigt von der S11 die neu ausgewiesene S13 zur türkischen Grenze am Nordufer des Karzachi-Sees ab (Grenzübergang weiter Richtung Çıldır). Von Achalkalaki nach Norden führt die Nationalstraße Sch20 (შ20), die das Trialeti-Gebirge in Richtung Bakuriani–Bordschomi überwindet.
Achalkalaki ist seit den 1980er-Jahren Endpunkt einer Bahnstrecke der Georgischen Eisenbahn von Marabda (zwischen Tiflis und Marneuli) über Tetrizqaro, Zalka und Ninozminda. Die Strecke wurde ab 2007 umfassend modernisiert, um durch eine am südöstlichen Rand der Munizipalität, beim neuen Güter- und Spurwechselbahnhof Achalkalaki von der ursprünglichen Strecke abzweigende Verlängerung ins türkische Kars Anschluss an das Netz der Türkischen Staatsbahn zu erlangen und Teil der neuen Bahnverbindung zwischen Aserbaidschan und der Türkei (Baku–Tiflis–Kars) zu werden. Der neue Streckenabschnitt kreuzt südöstlich des Karzachi-Sees die Grenze zur Türkei. Der 6 km lange Abschnitt vom neuen Bahnhof zu dem am Südrand der Stadt Achalkalaki gelegenen alten Endbahnhof der Strecke wurde abgebaut.